# تاريخ نابولي

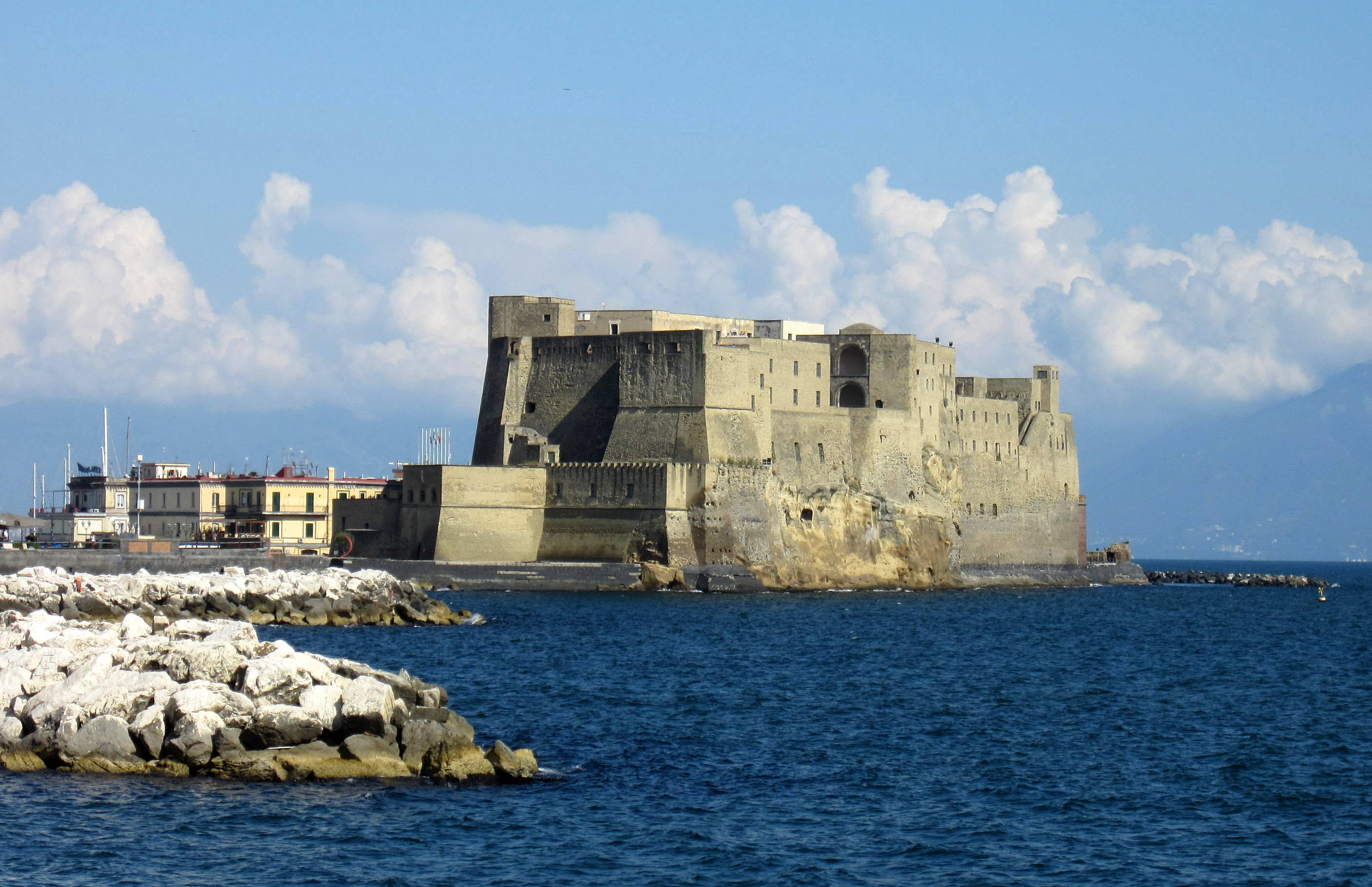

يتميز تاريخ نابولي بعراقته وتنوعه. أُنشئت المستوطنات اليونانية الأولى في منطقة نابولي خلال الألفية الثانية قبل الميلاد. تطورت إحدى المستعمرات الكبيرة في البر الرئيسي -والتي عُرفت في البداية باسم بارثينوب- مع نهاية العصور المظلمة اليونانية، نحو القرن التاسع أو الثامن قبل الميلاد، وأعيد بناؤها باسم نيابوليس في القرن السادس قبل الميلاد، ولعبت دورًا مهمًا حينها في ماجنا غراسيا. كانت الثقافة اليونانية في نابولي مهمةً للمجتمع الروماني في وقت لاحق. كانت المدينة مركزًا ثقافيًا رئيسيًا بعد أن أصبحت جزءًا من الجمهورية الرومانية في المقاطعة المركزية للإمبراطورية الرومانية. يُعد الشاعر الروماني فيرجيل مثالًا على الحرية السياسية والثقافية في نابولي آنذاك.
عُدت نابولي -التي كانت عاصمة مملكة نابولي لعدة قرون- صورةً مصغرة للتاريخ الأوروبي، وذلك لأنها شهدت بروز واندثار العديد من الحضارات والثقافات التي تركت كل منها آثارًا في الفن والعمارة. كانت مركزًا ثقافيًا أساسيًا (خاصةً في القرنين الرابع عشر والخامس عشر خلال عصر النهضة الإنسانية، وفي القرنين السابع عشر والثامن عشر خلال عصر التنوير، وفي القرن التاسع عشر)، دافعت نابولي أيضًا عن توحيد إيطاليا خلال حرب نابولي. تعد نابولي اليوم جزءًا من الجمهورية الإيطالية، وهي ثالث أكبر بلدية (منطقة مركزية) من حيث عدد السكان بعد روما وميلانو، كما تُعد ثاني أو ثالث أكبر منطقة حضرية في إيطاليا.

## النشأة اليونانية والاستحواذ الروماني
تُعد منطقة نابولي مأهولةً بالسكان منذ العصر الحجري.
استعمر مستوطنون من مدينتين في جزيرة وابية اليونانية بشكل مشترك مدينة كوماي القريبة من تلك الجزيرة، وهي أقدم مدينة يونانية على البر الرئيسي لإيطاليا. تزعم الأساطير أن المستعمرة اليونانية فاليرون (على اسم البطل فاليروس أحد بحاري الأرجو) هي أقدم تأسيس لنابولي نفسها.
أُنشئت المستوطنات اليونانية الأولى في المنطقة خلال الألفية الثانية قبل الميلاد. تطورت إحدى المستعمرات الكبيرة في البر الرئيسي –والتي عُرفت في البداية باسم بارثينوب- مع نهاية العصور المظلمة اليونانية نحو القرن التاسع أو الثامن قبل الميلاد. كان بارثينوب اسم السيرانة في الأساطير اليونانية، قيل إن الأمواج قد جرفتها في ميغاريد، بعد أن ألقت نفسها في البحر إبان فشلها في سحر أوليس بأغنيتها. علق اليونانيون بحلول هذا الوقت في صراع على السلطة مع الإتروسكان -الذين سعوا للسيطرة على المنطقة. هاجم الإتروسكان مدينة كوماي في عام 524 قبل الميلاد، وأبرز الهجوم عزم الإتروسكان المتزايد للسيطرة على المنطقة، إذ أدى الضغط الإتروسكاني -على الرغم من فشل الهجوم- إلى دفع بارثينوب لتصل إلى منزلة المدن التجارية الهامشية. يوجد أدلة على وصول المدينة إلى فترة الانحطاط آنذاك، ويزعم البعض أنها اختفت فعليًا عن الوجود. ومع ذلك، تظهر الأدلة الأدبية أن المدينة قد دُمرت بسبب التهديد الدائم لهيمنة مدينة كوماي.
تظهر الاكتشافات الأثرية الحديثة أنه قد أُعيد بناء المدينة في القرن السادس (وليس في عام 470 قبل الميلاد، بعد معركة كوماي)، وأُنشئت المنطقة الحضرية الجديدة في نيابوليس في الداخل، وأصبحت في النهاية واحدةً من أهم المدن في ماجنا غراسيا. سُمي المركز البدائي في بارثينوب والمتواجد على تلة بيزوفالكون باسم بالايبوليس «المدينة القديمة». امتلكت نيابوليس صفًا قويًا من الجدران، إذ اضطرت الغازي القرطاجي حنبعل للتراجع عندما تحالفت المدينة مع الرومان. كان الأوديون والمسرح ومعبد الآلهة الراعية للمدينة كاستور وبولوكس من الميزات الهامة للمدينة. احتفظت نابولي بثقافتها اليونانية لفترة طويلة على الرغم من احتلال السامنيت لها خلال القرن الخامس قبل الميلاد، ومن بعدهم الرومان.
كانت المدينة مركزًا مزدهرًا للثقافة الهلنستية خلال العصر الروماني، إذ جذبت الرومان الراغبين في تحسين معرفتهم بالثقافة اليونانية. جعلها المناخ اللطيف منتجعًا شهيرًا، وفقًا لما أورده فيرجيل، وتجلى هذا الأمر في إنشاء العديد من الفيلات الفاخرة التي انتشرت على الساحل من خليج بوتسوولي وحتى شبه جزيرة سورينتو. أخذت منطقة بوسيليبو الشهيرة اسمها من أنقاض فيلا باوسيليبون، والتي تعني باللغة اليونانية «وقفة أو استراحة من القلق». ربط الرومان المدينة ببقية إيطاليا بطرقهم الشهيرة، وحفروا الأنفاق لربط نابولي مع بوتسوولي، ووسعوا الميناء، وأضافوا الحمامات العامة والقنوات الرومانية لتحسين نوعية الحياة في نابولي. احتفلت المدينة أيضًا بالعديد من الأعياد واستضافت العديد من العروض المسرحية.
وفقًا للأساطير، جاء القديسين بطرس وبولس إلى المدينة للتبشير. أدى المسيحيون دورًا بارزًا في السنوات الأخيرة من الإمبراطورية الرومانية، إذ يوجد اليوم في المدينة العديد من سراديب الموتى المميزة، خاصةً في الجزء الشمالي من المدينة. بني أول بازيليكا للمسيحيين الأوائل بجوار مداخل سراديب الموتى. قُطع رأس راعي المدينة الشهير -سان جينارو (سانت جانواريوس)- في بوتسوولي المجاورة في 305م، وما زالت تحيي كنيسة جدران سان جينارو الإضافية ذكراه منذ القرن الخامس. كُرست كاتدرائية نابولي لسانت جينارو أيضًا.
سُجن رومولوس أوغوستولوس -آخر إمبراطور روماني غربي اسمي بعد خلعه في عام 476- في فيلا لوكولوس في نابولي في ما يعرف الآن باسم كاسل ديلوفو. عانت نابولي كثيرًا خلال الحرب القوطية بين القوط الشرقيين والبيزنطيين خلال القرن السادس. قررت المدينة مقاومة غزو بيليساريوس في عام 536، ولكن استولت قواته على المدينة من خلال دخولها عبر قنواتها المائية. تسبب توتيلا في معاناة المدينة من المجاعة قبل أن تعلن استسلامها مع تغير تيار الحرب في أربعينيات القرن السادس، ولكنه تعامل معها بتسامح بعد ذلك. استولت الإمبراطورية الرومانية مرة أخرى على المدينة خلال حملة نارسيس في خمسينيات القرن السادس. ظلت نابولي مواليةً للإمبراطورية الرومانية الشرقية بعد غزو اللومبارديون لمعظم إيطاليا واحتلالها في السنوات اللاحقة.

## دوقية نابولي
كان عدد سكان نابولي نحو 30 إلى 35 ألف نسمة خلال فترة الغزو اللومباردي. تمردت نابولي لأول مرة ضد إكسرخس رافينا «مفوض الإمبراطور البيزنطي في إيطاليا» في عام 615 تحت حكم جيوفاني كونسينو. أنشأ الإكسرخس آيزاك (أو إلويثيريوس) الشكل الأول من الدوقية في عام 638 ردًا على ذلك، ولكن توجب على هذا المسؤول القادم من خارج إيطاليا أن يستجيب للإستراتيجوس (قائد الجيش) في صقلية. سيطرت دوقية نابولي آنذاك على منطقة تقابل مقاطعة نابولي الحالية، والتي تشمل منطقة جبل فيزوف، وكامبي فليغري، وشبه جزيرة سورينتو، وجوليانو إن كامبانيا، وأفيرسا، وأفراغولا، ونولا، وجزر إسكيا وبروسيدا. كانت كابري لاحقًا جزءًا من دوقية أمالفي.